# Bolivie aux Jeux olympiques d'été de 2012
La Bolivie participe aux Jeux olympiques d'été de 2012 à Londres, au Royaume-Uni, du 27 juillet au 12 août de cette même année, pour sa 13e fois à des Jeux d'été.

## Athlétisme
Les athlètes de la Bolivie ont jusqu'ici atteint les minima de qualification dans les épreuves d'athlétisme suivantes (pour chaque épreuve, un pays peut engager trois athlètes à condition qu'ils aient réussi chacun les minima A de qualification, un seul athlète par nation est inscrit sur la liste de départ si seuls les minima B sont réussis), :
homme
| Athlète     | Épreuve | Série    | Série | Quart de finale | Quart de finale | Demi-finale | Demi-finale | Finale   | Finale |
| Athlète     | Épreuve | Résultat | Rang  | Résultat        | Rang            | Résultat    | Rang        | Résultat | Rang   |
| ----------- | ------- | -------- | ----- | --------------- | --------------- | ----------- | ----------- | -------- | ------ |
| Bruno Rojas | 100 m   | 10 s 62  | 5     | 10 s 65         | 48              | -           | -           | -        | -      |

Femme
| Athlète            | Épreuve      | Série    | Série | Quart de finale | Quart de finale | Demi-finale | Demi-finale | Finale               | Finale |
| Athlète            | Épreuve      | Résultat | Rang  | Résultat        | Rang            | Résultat    | Rang        | Résultat             | Rang   |
| ------------------ | ------------ | -------- | ----- | --------------- | --------------- | ----------- | ----------- | -------------------- | ------ |
| Claudia Balderrama | 20 km marche | NC       | NC    | NC              | NC              | NC          | NC          | 1 h 33 min 28 s (MP) | 33     |

## Natation
Homme
| Athlète           | Épreuve          | Série   | Série | Demi-finale | Demi-finale | Finale | Finale |
| Athlète           | Épreuve          | Temps   | Rang  | Temps       | Rang        | Temps  | Rang   |
| ----------------- | ---------------- | ------- | ----- | ----------- | ----------- | ------ | ------ |
| Andrew Rutherford | 100 m nage libre | 52 s 57 | 41    | -           | -           | -      | -      |

Femme
| Athlète      | Épreuve          | Série   | Série | Demi-finale | Demi-finale | Finale | Finale |
| Athlète      | Épreuve          | Temps   | Rang  | Temps       | Rang        | Temps  | Rang   |
| ------------ | ---------------- | ------- | ----- | ----------- | ----------- | ------ | ------ |
| Karen Torrez | 100 m nage libre | 57 s 78 | 37    | -           | -           | -      | -      |

## Tir
| Athlète           | Épreuve     | Qualification | Qualification | Finale | Finale |
| Athlète           | Épreuve     | Points        | Rang          | Points | Rang   |
| ----------------- | ----------- | ------------- | ------------- | ------ | ------ |
| Juan Carlos Perez | Trap hommes | 110           | 31e           | NC     | NC     |